# Renault Avantime
De Renault Avantime was een MPV van de Franse autoproducent Renault, ontworpen en gebouwd door Matra te Romorantin. De Avantime kwam in augustus 2001 op de markt, maar de afzet viel tegen en in maart 2003 werd de productie gestaakt. In totaal werden slechts 8557 stuks gebouwd.
De Avantime was een onconventioneel ontwerp van de nauw met Renault verbonden autoproducent Matra, die bekend was geworden door zijn sportwagens en het met Chrysler Europe ontwikkelen van een van de eerste Europese MPV's. Matra bouwde aanvankelijk de Renault Espace voor Renault. Toen de productie van de opvolger daarvan, de Espace 4, naar een andere fabriek werd verplaatst, mocht Matra voor Renault een MPV ontwerpen in het hogere marktsegment, op basis van de Espace 3. Dat werd de Avantime, een samentrekking van avant (voorwaarts) en time (Engels voor tijd, met andere woorden: zijn tijd vooruit), uit te spreken als avantaim en niet avantiem. Het prototype werd in 1999 getoond op de Autosalon van Genève. Twee jaar later ging de Avantime in productie. Vrijwel tegelijkertijd bracht Renault ook de Vel Satis op de markt, in feite een concurrent van de Avantime. De Avantime verkocht bijzonder slecht en de productie bleek voor Matra verre van kostendekkend, in december 2002. Mede als gevolg hiervan staakte Matra in maart 2003 de autoproductie. Omdat verplaatsen van de productie naar een andere fabriek te duur zou worden, besloot Renault de bouw van de Avantime te staken.
De vormgeving kwam van Patrick le Quément, die de Renault Twingo had ontworpen. Naast de bijzondere lijn van de carrosserie werd het model gekenmerkt door het lichte dak met een glazen deel van een vierkante meter; het grootste glazen dak dat ooit in een auto is gebruikt. Daarnaast ontbreken de middenstijlen in de zijruiten, zodat het idee van een coupé ontstaat. De Avantime had slechts twee portieren, die dermate groot waren dat de achterstoelen goed bereikbaar waren. De extra lange portieren waren op een speciale wijze opgehangen zodat ze in relatief nauwe ruimten als een parkeergarage konden worden geopend.
Er bestaat een theorie dat de Avantime vooral geproduceerd werd om de weg te plaveien voor de belangrijkere modellen van Renault, zoals de tweede editie van de Mégane en de Vel Satis. Deze modellen, vooral de eerste, zijn stukken belangrijker voor Renault dan de Avantime. De Avantime zou hebben gediend om het publiek te laten wennen aan het nieuwe Renault-design. Vooral de gelijkenis tussen de achterkant van de Avantime en Mégane 2 is treffend, hoewel dat niet vreemd is, omdat deze modellen allemaal door Patrick le Quément zijn getekend.

## Motorenaanbod
De Avantime was met vier motortypen leverbaar:
Benzine
| Type        | Motor     | Motor     | Motor   | Vermogen | Koppel | Topsnelheid | 0-100 km/h | Jaartal     |
| Type        | Inhoud    | Cilinders | Kleppen | Vermogen | Koppel | Topsnelheid | 0-100 km/h | Jaartal     |
| ----------- | --------- | --------- | ------- | -------- | ------ | ----------- | ---------- | ----------- |
| 2.0 T       | 1.998 cm³ | 4-in-lijn | 16V     | 163 pk   | 250 Nm | 207 km/h    | 9,7 s      | 2002 - 2003 |
| 3.0 V6      | 2.946 cm³ | V6        | 24V     | 207 pk   | 285 Nm | 220 km/h    | 8,6 s      | 2001 - 2003 |
| 3.0 V6 aut. | 2.946 cm³ | V6        | 24V     | 207 pk   | 285 Nm | 215 km/h    | 9,2 s      | 2002 - 2003 |

Diesel
| Type    | Motor     | Motor     | Motor   | Motor       | Vermogen | Koppel | Topsnelheid | 0-100 km/h | Jaartal     |
| Type    | Inhoud    | Cilinders | Kleppen | Voeding     | Vermogen | Koppel | Topsnelheid | 0-100 km/h | Jaartal     |
| ------- | --------- | --------- | ------- | ----------- | -------- | ------ | ----------- | ---------- | ----------- |
| 2.2 dCi | 2.188 cm³ | 4-in-lijn | 16V     | common rail | 150 pk   | 320 Nm | 195 km/h    | 11,4 s     | 2002 - 2003 |

## Afmetingen
- lengte: 4642 millimeter
- breedte: 1834 millimeter zonder spiegels/2084 millimeter met spiegels
- hoogte: 1627 millimeter (onbeladen)
- bodemvrijheid: 140 millimeter

## Verkoopcijfers in Nederland vanaf 2001 tot 2005
| Verticaal staafdiagram van verkoopcijfers Nederland van tussen 2001 en 2005 |
| --------------------------------------------------------------------------- |
|                                                                             |

Totaal : 218
In productie:
5 E-Tech · 
Arkana · 
Austral · 
Captur · 
Clio · 
Espace · 
Kadjar · 
Kangoo · 
Koleos · 
Master · 
Mégane · 
Mégane E-Tech · 
Rafale · 
Scenic E-Tech · 
Symbioz · 
Symbol · 
Trafic · 
Twingo · 
Twingo Electric · 
Zoe

Uit productie:
3 · 
4 · 
5 · 
6 · 
7 · 
8 · 
9 · 
10 · 
11 · 
12 · 
14 · 
15 · 
16 · 
17 · 
18 · 
19 · 
20 · 
21 · 
25 · 
30 · 
2CV · 
4CV · 
Avantime · 
Caravelle · 
Dauphine · 
Domaine · 
Estafette ·
Express · 
Floride · 
Fluence ·
Frégate · 
Fuego · 
Juvaquatre ·
Laguna · 
Latitude · 
Modus · 
Nervastella · 
Novaquatre · 
Ondine · 
Prairie · 
Primaquatre · 
Rodeo · 
Safrane · 
Savanne · 
Scénic · 
Spider · 
Talisman · 
Thalia · 
Twizy · 
Vel Satis · 
Vivasport · 
Vivastella · 
Wind